# 藤本哉汰
藤本 哉汰（ふじもと かなた、2003年7月14日 - ）は、日本の俳優である。ジョビィキッズプロダクション所属。

## 出演

### テレビドラマ
- 女帝 薫子（2010年、テレビ朝日）
- クローン ベイビー（2010年、TBS） - 菊池ヒロ（幼少期） 役
- CO 移植コーディネーター（2011年3月20日 - 4月17日、WOWOW） - 手塚健 役
- 名前をなくした女神（2011年4月12日 - 6月21日、フジテレビ） - 秋山健太 役
- 華和家の四姉妹 第8話（2011年8月28日、TBS） - 益子正三郎（幼少期） 役
- 水戸黄門 第43部 第14話（2011年10月24日、TBS） - 亀吉 役
- 家政婦のミタ 第7話・第10話（2011年11月23日・12月14日、日本テレビ） - 三田純 役
- 最高の人生の終り方〜エンディングプランナー〜（2012年1月・2月、TBS） - 今野友也 役
- 大河ドラマ（NHK）
  - 平清盛 第14回（2012年4月8日） - 平次（幼少期） 役
  - おんな城主 直虎（2017年） - 亀之丞（幼少期） 役[1][2][3]
- 家族のうた（2012年4月15日 - 6月3日、フジテレビ） - 松野陸 役
- レジデント〜5人の研修医 第5話（2012年11月15日、TBS） - 藤井翼 役
- いつか陽のあたる場所で 第9話（2013年3月5日、NHK） - 江口朋樹 役
  - いつか陽のあたる場所で スペシャル（2014年4月1日）
- 遺留捜査 第6話（2013年5月22日、テレビ朝日） - 結城駿 役
- 命〜天国のママへ〜（2013年11月11日、MBS / TBS） - 水沼蓮 役[4]
- 明日、ママがいない（2014年1月15日 - 3月12日、日本テレビ） - 笹塚蓮 役
- ABUアジア子どもドラマシリーズ「リトル・サムライ」（2014年7月28日、NHK Eテレ） - 主演・ユウタ 役
- おやじの背中 第8話（2014年8月31日、TBS） - 春部真（幼少期） 役
- わが家（2015年1月4日、TBS） - 桜木一歩（幼少期） 役
- DOCTORS 3〜最強の名医〜 第7話（2015年2月19日、フジテレビ） - 安藤啓太 役
- HEAT 第3話（2015年7月21日、フジテレビ） - 藤井カイト 役
- リスクの神様 第4話（2015年8月5日、フジテレビ） - 有田剛 役
- 仮面ライダーゼロワン 第7話（2019年10月13日、テレビ朝日） - 四村裕太 役
- 青のSP-学校内警察・嶋田隆平- 第3話（2021年1月26日、関西テレビ・フジテレビ） - 仲村紀明 役[5]
- 刑事7人 SEASON9 第7話（2023年7月19日、テレビ朝日）

### 映画
- ひまわりと子犬の7日間（2013年3月16日、松竹） - 神崎冬樹 役[6][7][8][9]
- 四月は君の嘘（2016年9月10日、東宝） - 有馬公生（幼少期） 役
- こどもしょくどう（2019年3月23日、パル企画） - 主演・高野ユウト 役

### バラエティ
- 痛快TV スカッとジャパン「初恋バレンタイン」（2016年2月8日、フジテレビ） - 黒沢翔太 役

### ラジオドラマ
- FMシアター「9歳のときに」（2013年3月9日、NHK-FM） - 主演・野口晶 役

### CM
- 富士の湧水
  - 『富士の湧水』（2010年）
- アガツマ
  - 『アンパンマン』（2010年）
- NTT西日本
  - 『フレッツ光』（2010年）
- セイバン
  - 『天使のはね』（2011年）
- ダイハツ
  - 『ミライース』（2017年5月）

### MV
- サーターアンダギー 5thシングル『君が辻』（2011年8月10日） - 少年 役

### イベント
- おもしろびじゅつワンダーランド展 内覧会（2012年8月7日、サントリー美術館）

### その他
- 芦田愛菜 ファースト コンサート 〜ウィンターワンダーランド〜（2012年12月27日、きゅりあん 8階 大ホール） - バックダンサー